# De magnaten van de ruimte
De magnaten van de ruimte (Engelse titel: The Space Merchants) is een sciencefictionroman uit 1953 van de Amerikaanse schrijvers Frederik Pohl en Cyril Kornbluth. Het verhaal speelt zich af in de reclamewereld. 

## Synopsis
Het is het jaar 2063, New York. De wereld is overbevolkt en draait uitsluitend nog op consumentisme. Er is een marginale protestgroep, de Consi’s.  De hoofdpersoon is stercopywriter Mitchell Courtenay. Hij is net gepromoveerd binnen het reclamebureau Fowler Schocken Associates, het grootste reclamebureau van de stad. In die nieuwe functie krijgt Courtenay direct te maken met tegenstrevers zoals Matt Runstead, die hem dwarsboomt. Ook van zijn baas Fowler Schocken heeft Courtenay last. Coutenay geeft hem namelijk zijn eerste opdracht. Hij moet de planeet Venus aan de man proberen te brengen. Deze onherbergzame planeet wordt gezien als enig mogelijk uitvlucht op de volle Aarde te kunnen verlaten. Door nieuwe technieken zou het mogelijk zijn het doorgeschoten natuurlijke broeikaseffect van die planeet te neutraliseren, zodat de planeet na verloop van tijd bewoonbaar zou kunnen worden. Gezien de eer die er met die opdracht te halen valt proberen allerlei concurrenten, waaronder die van Taunton (eveneens een reclamebureau), de zaak te dwarsbomen dan wel over te nemen. Daarbij schuwen ze niet om Courtenay te ontvoeren en te laten werken in de mijnen. Courtenay weet te ontsnappen en door manipulatie weer terug te komen op zijn eigenlijk positie, waarbij hij ook Schocken passeert in functie. Gedurende het gehele verhaal is er een dubieuze rol weggelegd voor Kathy, de vriendin van Courtneay. Eerst is ze afstandelijk, maar als Courtenay eenmaal aan de top zit, valt ze volledig voor hem. Het blijkt dat collega’s niet altijd vrienden zijn en concurrenten niet altijd vijanden. Kathy blijkt zich aangesloten te hebben bij de Consi’s.

## Achtergrond
Pohl had eerder al geprobeerd een dergelijk verhaal op papier te krijgen; dat mislukte en belandde in de prullenmand. Pohl moest ook leuren met zijn nieuwe boreling. De gangbare sciencefictionuitgevers stonden niet in de rij om het uit te geven. Uiteindelijk gaf het net opgerichte Ballantine Books het uit. Pohl en Kornbluth kregen enkele neologismen toegeschreven zoals de sojaburger, ook dook er een omschrijving op van wat tegenwoordig als muzak wordt genoemd.
Op de achterkaft van de uitgave van Born SF wordt de Amerikaanse schrijver Kingsley Amis aangehaald, die het een fantastisch boek vond. Ook werd vermeld dat het boek verfilmd zou worden. Die film zou er uiteindelijk niet komen, een hoorspel op de Amerikaanse radio wel. Pohl schatte veel later in dat er minstens tien miljoen exemplaren gekocht waren, verdeeld over minstens 25 taalgebieden. Het is een van de weinige boeken uit de Born SF-serie die een latere herdruk kreeg. Born SF bracht het in 1979 nogmaals uit onder de titel De groothandelaren van de ruimte. In 1984 kwam er een vervolg onder de titel The Merchant’s War, dat voor zover bekend niet naar het Nederlands vertaald werd. Het eerste boek moest ook al zestien jaar wachten op vertaling. De belangstelling voor SF was hier in de jaren 80 aanmerkelijk gedaald. Kornbluth was al overleden, toen het vervolg verscheen, Pohl schreef het in zijn eentje.